# Angkor Wat
Angkor Wat („Miasto/Stolica Świątyń”) – kompleks świątynny w Kambodży, jest największym zabytkiem religijnym na świecie, na terenie o powierzchni 162,6 ha (1 626 000 m²; 402 akry). Pierwotnie zbudowany jako świątynia hinduistyczna, poświęcony bogu Wisznu dla Imperium Khmerów, pod koniec XII wieku stopniowo przekształcił się w świątynię buddyjską. Zbudowany przez króla Khmerów Surjawarmana II na początku XII wieku w Yaśodharapura (Khmer: យសោធរបុរៈ, współczesny Angkor), stolica Imperium Khmerów, jako jego państwowa świątynia i ewentualne mauzoleum. Zrywając z tradycją poprzednich królów Shaiva, zamiast tego Angkor Wat został poświęcony Wisznu. Jako najlepiej zachowana świątynia w tym miejscu, jako jedyna pozostała znaczącym centrum religijnym od czasu jej założenia. Świątynia stanowi szczytowe osiągnięcie klasycznego stylu architektury khmerskiej. Stała się symbolem Kambodży, widnieje na fladze narodowej i jest główną atrakcją kraju dla odwiedzających.
Angkor Wat łączy dwa podstawowe plany architektury świątyni Khmerów: świątynia-góra i później galeryjna świątynia. Kompleks miał reprezentować górę Meru, czyli dom dewów (bóstw) w mitologii hinduskiej: trzy prostokątne galerie, każda wzniesiona ponad następną, są otoczone zewnętrzną ścianą o długości 3,6 km, a następnie fosą o długości większej niż 5 kilometrów. Pośrodku świątyni stoją wieże ułożone w kwinkunks. W przeciwieństwie do większości świątyń w Angkor, Angkor Wat jest zorientowany na zachód; uczeni są podzieleni co do znaczenia tego umiejscowienia. Świątynia jest podziwiana za wspaniałość i harmonię architektury, jej rozległe płaskorzeźby oraz liczne dewaty (pomniejsze bóstwa) zdobiące jej ściany.

## Etymologia
Współczesna nazwa, Angkor Wat (Khmer: អង្គរវត្ត) (alternatywna nazwa: Nokor Wat, Khmer: នគរវត្ត), oznacza „Miasto Świątynne” lub „Miasto Świątyń” w języku khmerskim; Angkor (Khmer: អង្គរ) to miejscowa forma słowa nokor które pochodzi od sanskryckiego słowa nagara, oznaczającego „miasto” lub „stolicę”,Wat (Khmer: វត្ត) to słowo oznaczające świątynię we wszystkich krajach Indochin oraz m.in. w Mjanmie i Tajlandii. Słowa Angkor i Wat razem oznaczają „Świątynia Miejska”.
Oryginalna nazwa świątyni brzmiała Vrah Viṣṇuloka lub Parama Viṣṇuloka (sanskryt), (Khmer: បរម វិស្ណុ លោក – Barom Visnulōk), co oznacza święte mieszkanie Wisznu.

## Historia
Zgodnie z mitem Indra zlecił budowę Angkor Wat, by służył jako pałac jego synowi Precha Ket Mealei. Według XIII-wiecznego chińskiego podróżnika Zhou Daguan, niektórzy wierzyli, że świątynia została zbudowana w ciągu jednej nocy przez boskiego architekta.
Pierwotny projekt i budowa świątyni miały miejsce w pierwszej połowie XII wieku, za panowania Surjawarmana II (1113–1150 n.e.) ku czci hinduskiego bóstwa Wisznu, z którym, jako władca-bóg, król ten się identyfikował. Ponieważ nie znaleziono ani steli fundamentowej, ani żadnych współczesnych inskrypcji odnoszących się do świątyni, jej pierwotna nazwa jest nieznana, ale mogła być znana jako „Varah Vishnu-lok” od przewodniego bóstwa. Wygląda na to, że prace zakończyły się wkrótce po śmierci króla, przez co część dekoracji płaskorzeźby nie została dokończona. Termin Vrah Visuloka lub Parama Visuloka dosłownie oznacza „Króla, który udał się do najwyższego świata Wisznu”, które pośmiertnie odnoszą się do Suriarmarmana II i zamierzają czcić jego chwałę i pamięć.
Czas budowy świątyni szacuje się na 32 do 35 lat.

## Opis stanowiska
Angkor Wat leży 5,5 kilometra (3,4 mi) na północ od nowoczesnego miasta Siem Reap oraz w niewielkiej odległości na południe i nieco na wschód od poprzedniej stolicy, która znajdowała się w centrum Baphuon w kompleksie Angkor Thom. Na obszarze Kambodży, gdzie znajduje się ważna grupa starożytnych budowli, jest to najbardziej wysunięte na południe główne miejsce Angkor.
Całkowita powierzchnia razem z murami zewnętrznymi i fosą to 2,08 km². Najwyższa z wież mierzy 65 metrów. Mury świątyni zbudowano z laterytu ze względu na jego dużą twardość.

Mapa Angkor Wat z opisami płaskorzeźb

Jeden z największych skarbów Angkor Wat to kamienny „arras” ciągnący się na długości ponad 900 metrów, na którym widnieje prawie 20 tysięcy postaci przedstawiających realistyczne sceny z eposów indyjskich Ramajany i Mahabharaty, jak również życie dworu. Godne uwagi jest jedno z najsłynniejszych i najbardziej reprezentacyjnych dzieł w sztuce Khmerów: bogowie wraz z demonami ubijają Morze Mleka, aby wydobyć z głębin eliksir nieśmiertelności. Wszystkie reliefy wyróżniają się nad wyraz subtelnym pięknem i wielką precyzją. Płaskorzeźby w całym Angkor malowano początkowo na wiele kolorów. Pokryte złotem wieże Bajonu mieniły się w słońcu.
W samym sercu świątyni, dominując nad wszystkimi innymi elementami, znajdował się złoty posąg Wisznu jadącego na grzbiecie garudy – świętego ptaka o ludzkim ciele, z dziobem i szponami drapieżnika.
Angkor Wat został zbudowany jako świątynia hinduistyczna. Koncepcja władcy, stanowiącego uosobienie bóstwa, została tu przetransponowana w lingam. Po śmierci panującego świątynię zamieniano zwykle w mauzoleum. Dżajawarman VII przekształcił budowlę na świątynię buddyjską. Po jego śmierci symbole buddyjskie zostały zniszczone i świątyni przywrócono charakter hinduistyczny. Niektóre elementy zostały zamurowane, jak np. otwarta przez Commaille’a w 1908 r. komora z wielką figurą Buddy na najwyższym piętrze.

## Galeria

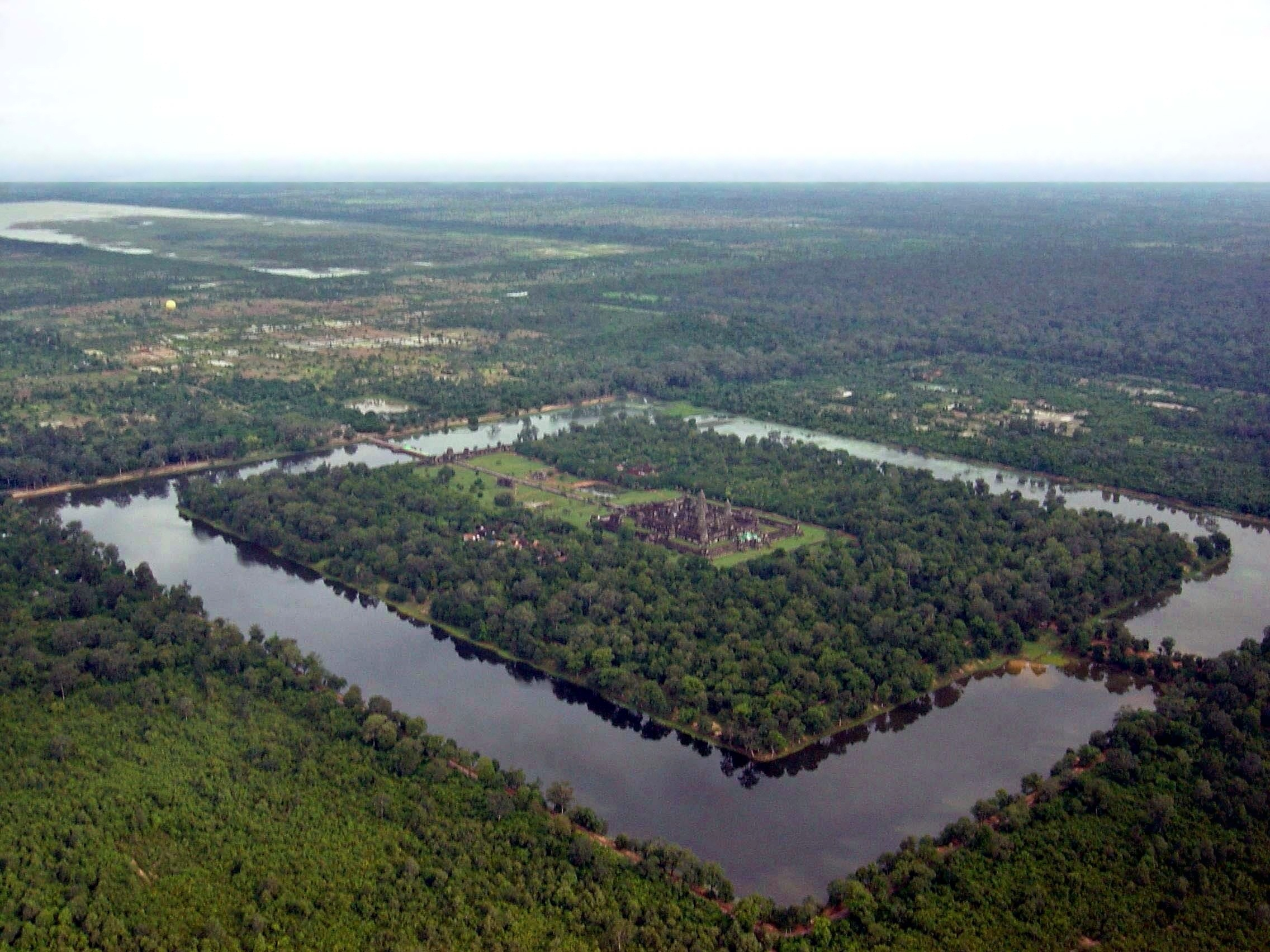
Kompleks Angkor Wat z lotu ptaka
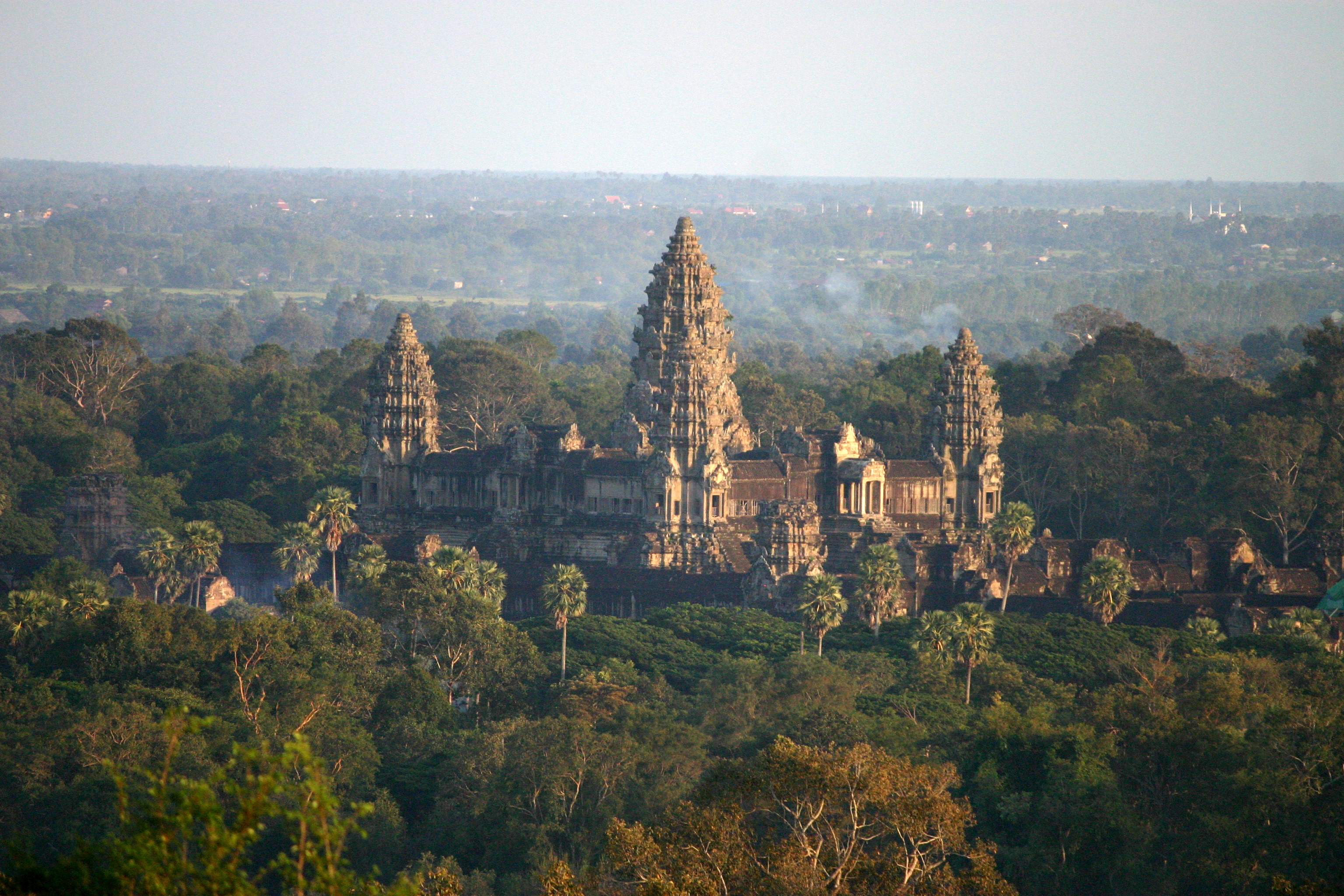
Widok Angkor Wat z Phnom Bakheng
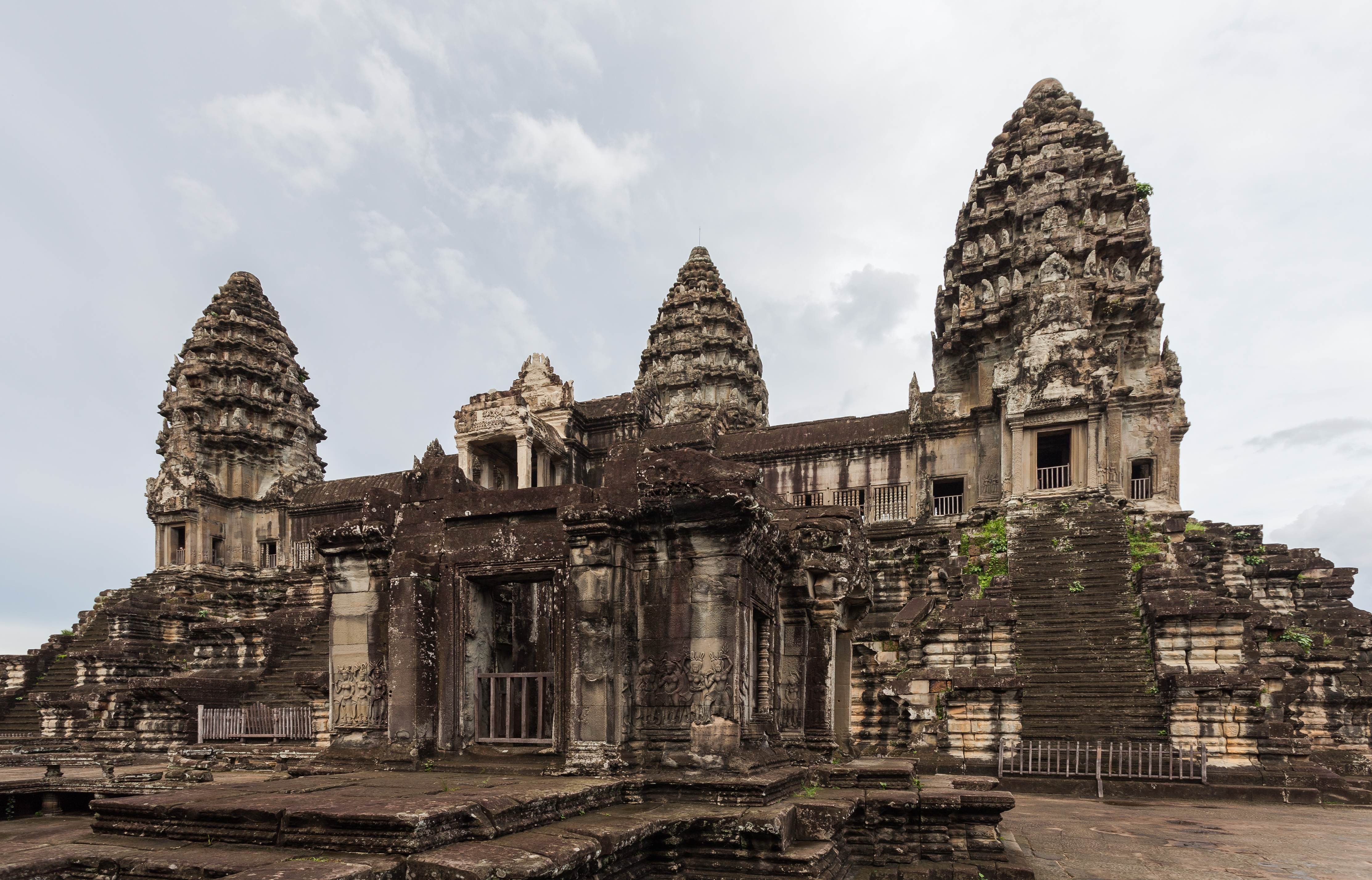
Galerie Angkor Wat
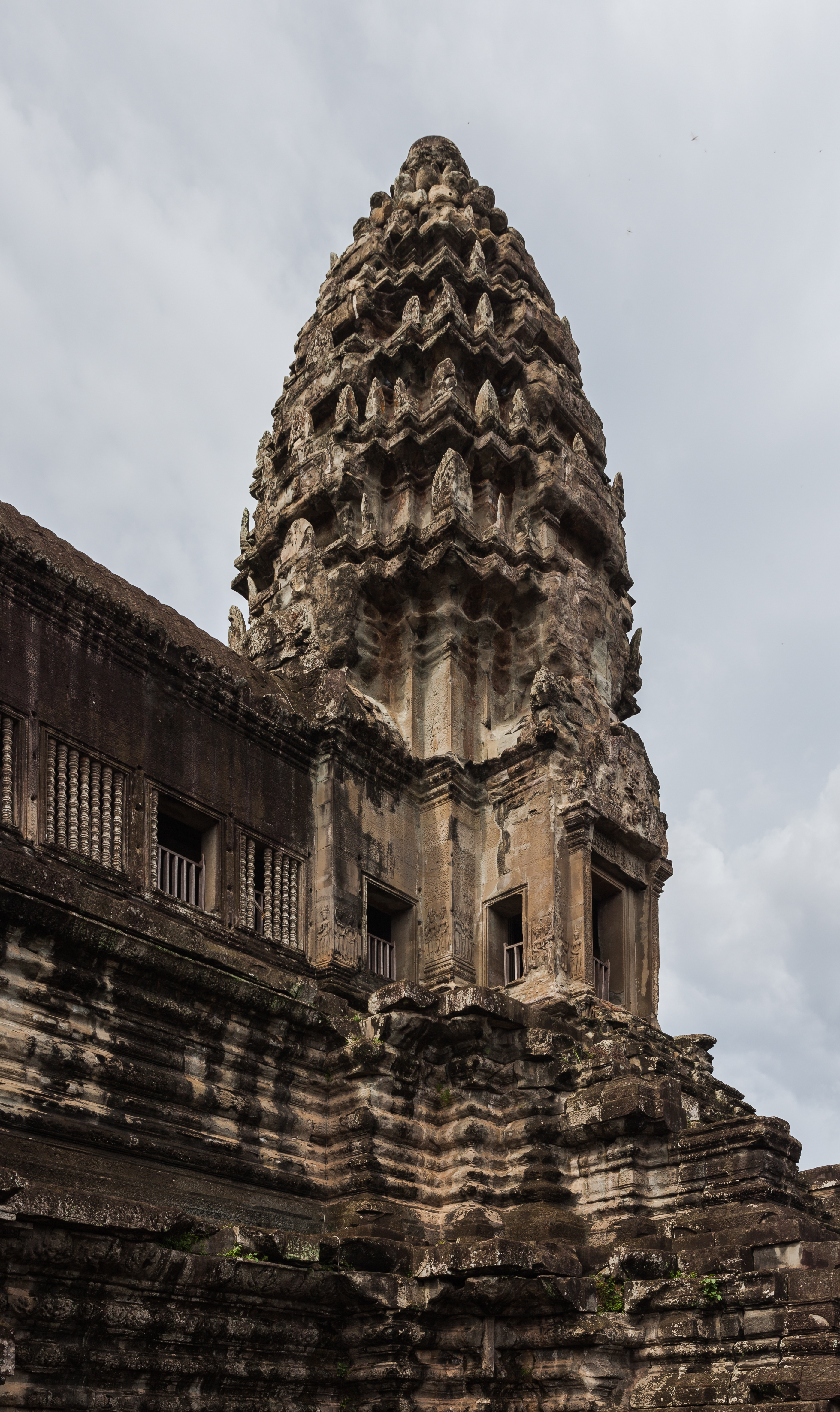
Jedna z wież Angkor Wat
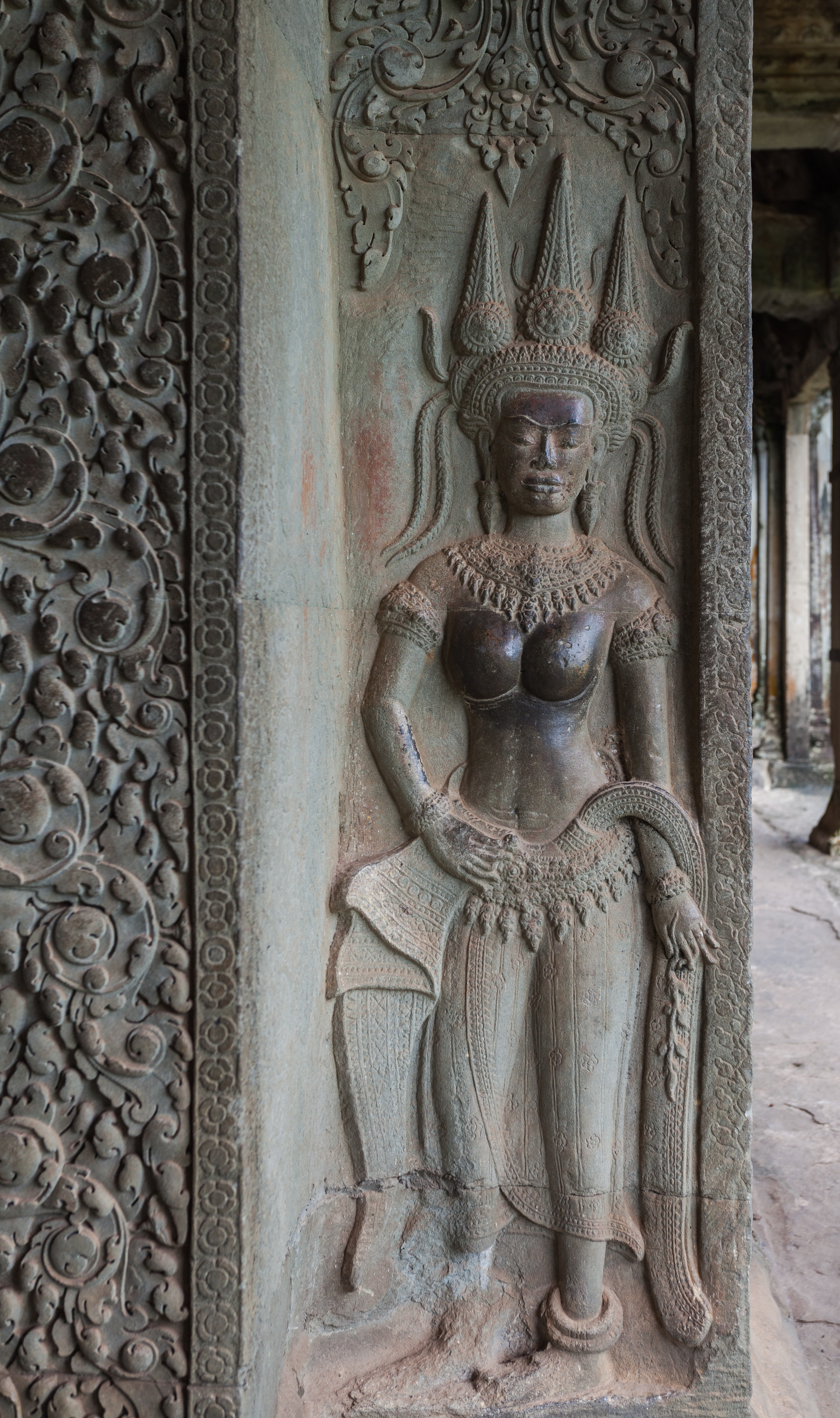
Apsara
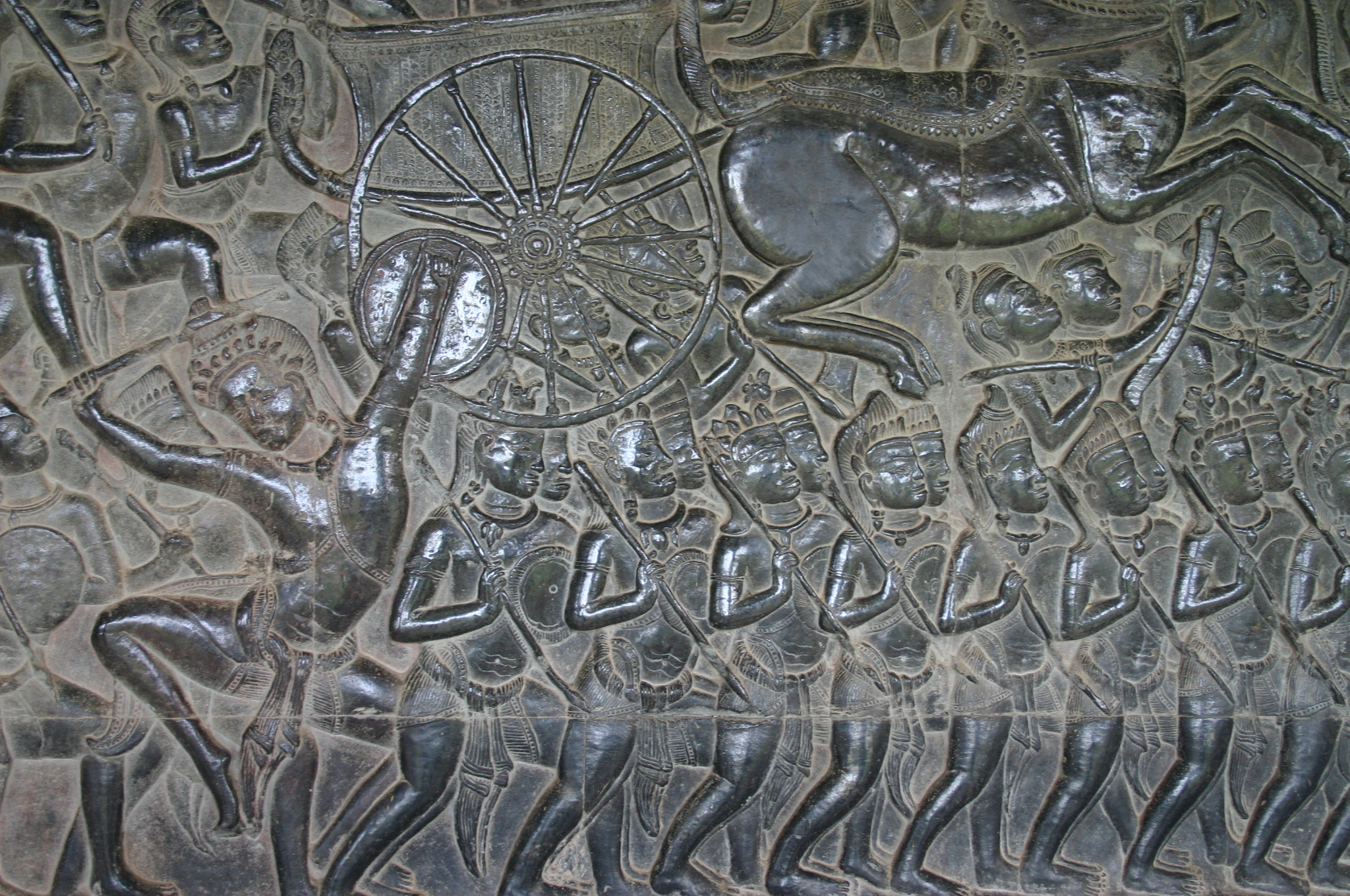
Fragment reliefu w galeriach Angkor Wat
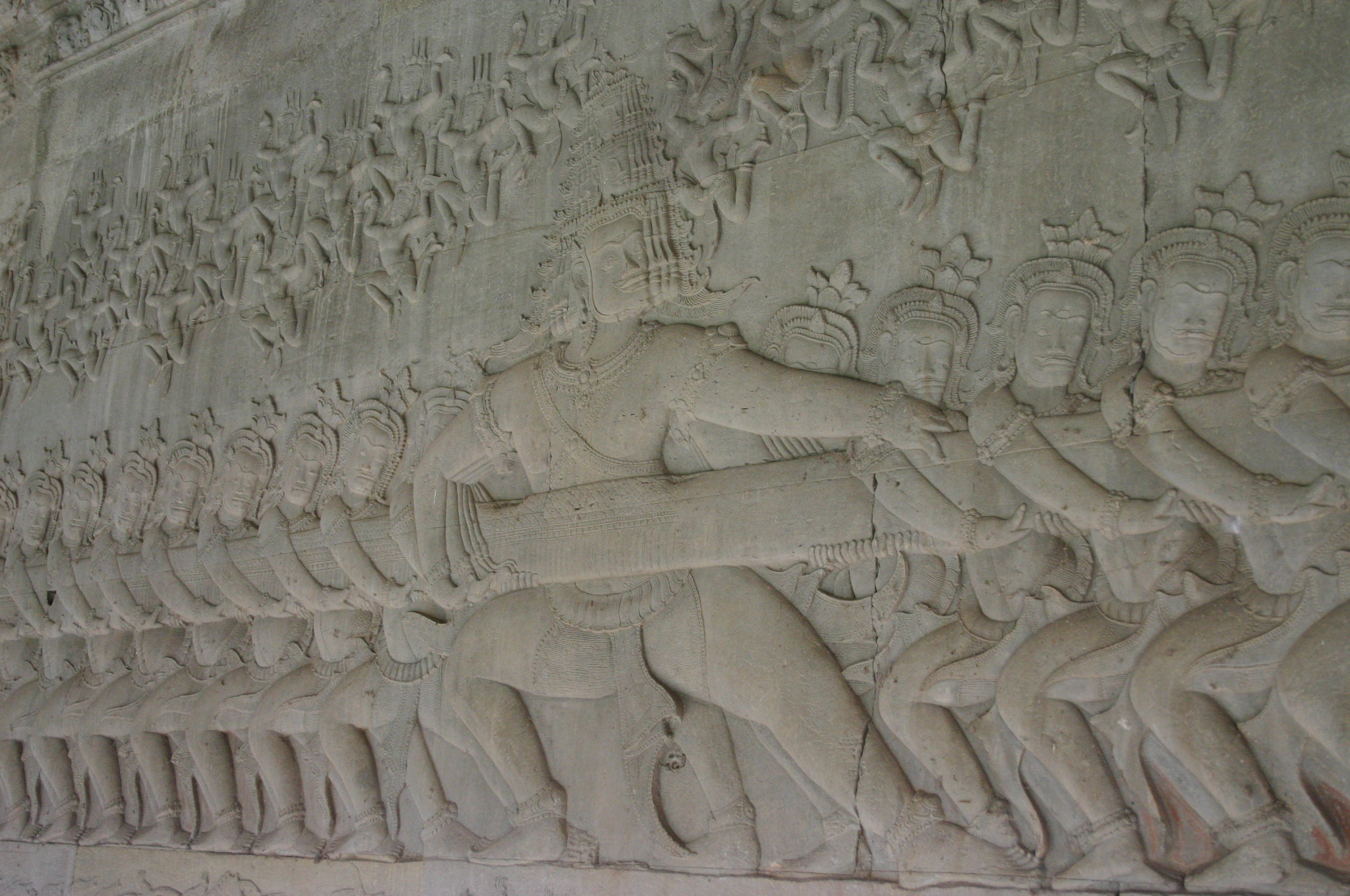
Ubijanie morza mleka (fragment)